# Gov.uk
gov.uk (diseñado en el sitio como GOV.UK) es un sitio web de información del sector público del Reino Unido, creado por el Servicio Digital del Gobierno para proporcionar un único punto de acceso a los servicios del Gobierno real británico. El sitio se lanzó como versión beta el 31 de enero de 2012, a raíz del proyecto Alphagov. El sitio web utiliza una versión digital modificada del tipo de letra Transport llamada New Transport. Reemplazó oficialmente a Directgov y los servicios en línea de Business Link el 17 de octubre de 2012.
Se planeó que el sitio web reemplazara los sitios web individuales de cientos de departamentos gubernamentales y organismos públicos para 2014. Para el 1 de mayo de 2013, los 24 departamentos ministeriales tenían sus URL redireccionadas a gov.uk. A partir de marzo de 2022, GOV.UK aloja páginas de 23 departamentos ministeriales, 20 departamentos no ministeriales y más de 410 agencias, corporaciones públicas y otros organismos públicos.

## Historia
Los primeros departamentos ministeriales y otras organizaciones se trasladaron a la sección Inside Government de gov.uk el 15 de noviembre de 2012. El 12 de diciembre de 2012, migraron otros tres departamentos, elevando el total de departamentos ministeriales a seis de un total de 24. Para el 1 de mayo de 2013, los 24 departamentos ministeriales, así como las embajadas del Reino Unido en todo el mundo, se habían transferido a gov.uk.
El 16 de abril de 2013, gov.uk ganó el premio Diseño del año 2013 en los premios Design Museum. El Servicio Digital Gubernamental también ganó un premio D&AD "Black Pencil" por su trabajo. En 2019, gov.uk ganó un premio D&AD "Wood Pencil" por su patrón de diseño digital paso a paso.
En 2018, el Servicio Digital Gubernamental presentó el Sistema de Diseño GOV.UK, con la intención de tener estilos, componentes y patrones en una ubicación centralizada, para ayudar a los departamentos gubernamentales a utilizar GOV.UK.

### Alphagov
Alphagov era el nombre del proyecto del sitio web prototipo experimental construido por el Servicio Digital del Gobierno, que fue lanzado el 11 de mayo de 2011 por la Oficina del Gabinete. El sitio web estuvo abierto a comentarios públicos durante dos meses, con el fin de juzgar la viabilidad de un dominio único para los servicios web del gobierno británico.
Lanzado en respuesta al informe de Martha Lane Fox, Directgov 2010 and Beyond: Revolution Not Evolution, publicado en noviembre de 2010, Alphagov buscaba actuar como una prueba de concepto de la forma en que los ciudadanos podían interactuar con el gobierno a través de una serie de útiles herramientas en línea, donde eran más útiles que el contenido publicado solo.
Además de mejorar la 'experiencia del ciudadano' al utilizar los servicios web del gobierno en línea, el proyecto también identificó el potencial de 64 millones de libras esterlinas en ahorros anuales en la factura anual de publicación web de 128 millones de libras esterlinas del gobierno central. El período de consulta inicial se completó en junio de 2011. Luego se creó una versión beta, lo que condujo al lanzamiento de GOV.UK.